# Том Харди
Едвард Томас Харди (енгл. Edward Thomas Hardy; Лондон, 15. септембар 1977) британски је глумац

## Каријера
Након филмског дебија у ратној драми Пад црног јастреба из 2001. Харди је играо главног негативца у научнофантастичном филму Звездане стазе: Немезис, а потом је тумачио споредне улоге у низу филмова претежно британске продукције. До значајног напретка у његовој каријери дошло је 2008. године када је наступио у филмовима Рокенрола Гаја Ричија и Бронсон Николаса Виндинга Рефна, који му је донео Британску независну филмску награду за најбољег глумца у главној улози. Својом изведбом у филму Рокенрола успео је да привуче пажњу редитеља Кристофера Нолана који му је убрзо понудио улогу у блокбастеру Почетак, захваљујући коме је Харди стекао популарност међу широм публиком. За свој рад у дотадашњој каријери 2011. године освојио је награду БАФТА за будућу звезду.
Харди је затим наступио у филмовима Крпар, кројач, солдат, шпијун, Ратник и Без закона који су наишли на позитиван пријем код критичара. Године 2012. поново је сарађивао са Ноланом, на филму Успон мрачног витеза у коме је играо главног негативца Бејна. Након тога окренуо се мање комерцијалним пројектима, па је тако 2013. наступио у британској драми Опасан позив, а 2014. у криминалистичком филму Прљава испорука, које је критика добро прихватила. Године 2015. наступио је у филмовима Побеснели Макс: Ауто-пут беса, Легенда и Повратник, који му је донео номинацију за Оскара за најбољег глумца у споредној улози.
Значајније улоге на телевизији Харди је играо у серијама Браћа по оружју (2001), Краљица девица (2005), Оркански висови (2009) и Пики Блајндерс (2014), као и у ТВ филму Стјуарт: Живот унатрашке (2007) који му је донео номинацију за награду БАФТА за најбољег телевизијског глумца. Као позоришни глумац наступао је како у Уједињеном Краљевству, тако и у САД. Године 2003. за улогу у представи У Арабији, сви бисмо били краљеви освојио је Позоришну награду Ивнинг стандард, а био је номинован и за Награду Лоренс Оливије за најбољег новајлију. Године 2007. наступио је у комедији Човек лепих манира, а 2010. његова изведба у представи Дуга црвена стаза у режији Филипа Симора Хофмана наишла је на позитивне реакције критичара.

## Приватни живот
Харди је од 1999. до 2004. године био у браку са Саром Ворд. Има једног сина са бившом девојком Рејчел Спид - Луиса Томаса који је рођен 8. априла 2008. Током те године започео је везу са глумицом Шарлот Рајли који је упознао на снимању мини-серије Преузимање и ТВ филма Оркански висови. Верили су се 2010. године, а у брачну заједницу ступили су у априлу 2014. године.
Харди је велики љубитељ паса и изјавио је да током снимања доста времена проводи или са својим љубимцима, или са другим псима који се налазе на филмском сету. Његов љубимац Макс кога је имао од адолесцентског периода преминуо је док је Харди снимао филм Побеснели Макс: Ауто-пут беса у коме игра протагонисту по коме је пас добио име. Током снимања филма Без закона Харди је са колегиницом Џесиком Частејн пронашао пса луталицу, кога је касније усвојио и заједно са њим појавио се у ПЕТА-иној кампањи која промовише усвајање кућних љубимаца из азила.
Након што је у филму Рокенрола из 2008. играо хомосексуалца, један магазин му је поставио питање да ли је икада имао сексуалне односе са мушкарцем, на шта је он одговорио потврдно, али је додао да га експериментисање више не занима сада када је већ у тридесетим годинама. Током својих раних и средњих двадесетих Харди је имао проблема са алкохолом и дрогама, али је чист од 2003. године када је био на одвикавању. Године 2010. постао је амбасадор хуманитарне организације The Prince’s Trust која помаже младим људима у неповољном положају и том приликом изјавио да му је веома важно да им буде пружена друга шанса да промене свој живот, као што је била пружена и њему.

## Филмографија
| Филмови             |                                   |               |                              | |
| Година              | Српски назив                      | Изворни назив | Улога                        | Напомене |
| 2001.               | Пад црног јастреба                |               | Ланс Тумбли                  | |
| 2002.               | Звездане стазе: Немезис           |               | Шинзон                       | номинација - Награда Сатурн за најбољу споредну мушку улогу (филм) |
| 2003.               | Дезертер                          |               | Паскал Дјупонд               | |
| 2003.               | Дан обрачуна                      |               | Стро                         | |
| 2003.               | Тачка на И                        |               | Том                          | |
| 2003.               | ЛД 50 Смртоносна доза             |               | Мет                          | |
| 2004.               | У вртлогу злочина                 |               | Кларки                       | |
| 2006.               | А за Андромеду                    |               | Џон Флеминг                  | |
| 2006.               | Минотаур                          |               | Тео                          | |
| 2006.               | Марија Антонета                   |               | Рамон                        | |
| 2006.               | Сцене сексуалне природе           |               | Ноел                         | |
| 2007.               | Поплава                           |               | Зак                          | |
| 2007.               | Рачуница смрти                    |               | Пјер Џексон                  | |
| 2007.               | Наслеђе                           |               | отац                         | кратки филм |
| 2008.               | Изненадни ударац                  |               | Родерс                       | |
| 2008.               | Рокенрола                         |               | згодни Боб                   | |
| 2008.               | Бронсон                           |               | Чарлс Бронсон/Мајкл Питерсон | Британска независна филмска награда за најбољег глумца у главној улози |
| 2009.               | Присни пријатељи                  |               | Мајклс                       | |
| 2010.               | Почетак                           |               | Ејмс                         | БАФТА за будућу звезду номинација - Награда Сатурн за најбољу споредну мушку улогу (филм) |
| 2011.               | Крпар, кројач, солдат, шпијун     |               | Рики Тар                     | номинација - Британска независна филмска награда за најбољег глумца у споредној улози |
| 2011.               | Ратник                            |               | Томи Конлон                  | номинација - Награда Сателит за најбољег глумца у главној улози номинација - МТВ филмска награда за најбољу тучу (са Џоелом Еџертоном)                                                                             |
| 2012.               | Ово значи рат                     |               | Так Хансен                   | |
| 2012.               | Без закона                        |               | Форест Бондјурант            | |
| 2012.               | Успон мрачног витеза              |               | Бејн                         | номинација - МТВ филмска награда за најбољег негативца номинација - МТВ филмска награда за најбољу тучу (са Кристијаном Бејлом)                                                                                    |
| 2013.               | Опасан позив                      |               | Ајван Лок                    | номинација - Британска независна филмска награда за најбољег глумца у главној улози |
| 2014.               | Прљава испорука                   |               | Боб Сагиновски               | |
| 2015.               | Дете 44                           |               | Лео Деминов                  | |
| 2015.               | Побеснели Макс: Ауто-пут беса     |               | Макс Рокатански              | Награда Удружења телевизијских филмских критичара за најбољег глумца у акционом филму |
| 2015.               | Лондонски пут                     |               | Марк                         | |
| 2015.               | Легенда                           |               | Роналд Креј/Реџиналд Креј    | Британска независна филмска награда за најбољег глумца у главној улози |
| 2015.               | Повратник                         |               | Џон Фицџералд                | номинација - Оскар за најбољег глумца у споредној улози номинација - Награда Удружења телевизијских филмских критичара за најбољег глумца у споредној улози номинација - МТВ филмска награда за најбољег негативца |
| 2017.               | Денкерк                           |               | Фариер                       | |
| 2017.               | Ратови звезда: Последњи џедаји    |               | ФН-926                       | избрисана сцена |
| 2018.               | Веном                             |               | Еди Брок / Веном             | |
| 2021.               | Веном 2                           |               | Еди Брок / Веном             | |
| 2021.               | Спајдермен: Пут без повратка      |               | Еди Брок / Веном             | камео |
| 2021.               | Матрикс: Ускрснућа                |               |                              | камео |
| 2024.               | Веном 3: Последњи плес            |               | Еди Брок / Веном             | |
| 2025.               | Подземље                          |               | Вокер                        | |
| Телевизијске серије |                                   |               |                              | |
| 2001.               | Браћа по оружју                   |               | Џон Јановек                  | 2 епизоде |
| 2005.               | Колдиц                            |               | Џек Роуз                     | 2 епизоде |
| 2005.               | Гидеонова ћерка                   |               | Ендру                        | ТВ филм |
| 2005.               | Краљица девица                    |               | Роберт Дадли                 | 4 епизоде |
| 2006.               | Свини Тод                         |               | Метју                        | ТВ филм |
| 2007.               | Рт гнева                          |               | Џек Донели                   | 5 епизода; у САД |
| 2007.               | Оливер Твист                      |               | Бил Сајкс                    | 5 епизода |
| 2007.               | Стјуарт: Живот унатрашке          |               | Стјуарт Шортер               | ТВ филм |
| 2009.               | Оркански висови                   |               | Хитклиф                      | ТВ серија |
| 2009.               | Преузимање                        |               | Фреди                        | 4 епизоде |
| 2014.               | Пики Блајндерс                    |               | Алфи Соломонс                | 5 епизода |
| 2016.               | Табу                              |               | Џејмс Кезија Дилејни         | 8 епизода; такође извршни продуцент и сценариста |
| Позоришне представе |                                   |               |                              | |
| 2003.               | У Арабији, сви бисмо били краљеви |               | Скенк                        | Позориште Хампстед |
| 2003.               | Крв                               |               | Лука                         | Позориште Ројал Корт |
| 2007.               | Човек лепих манира                |               | Доримант                     | Краљевски национални театар |
| 2010.               | Дуга црвена стаза                 |               | Семи                         | Позориште Гудман |